# Тоалетна вода
Тоалетна вода (фр. Eau de toilette) јест лаган или разређен облик парфема. Садржи нижи постотак мирисних уља у односу на обичан парфем или парфемску воду.